# George Boeree

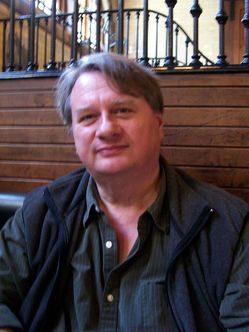
C. George Boeree

Cornelis George Boeree (Badhoevedorp, 15 januari 1952 – Shippensburg, 5 januari 2021) was een in Nederland geboren Amerikaanse psycholoog. 
Hij werd geboren in Badhoevedorp en verhuisde in 1956 op vierjarige leeftijd met zijn ouders naar de Verenigde Staten en groeide op in New York, voornamelijk op Long Island. Hij studeerde psychologie aan de Pennsylvania State University en Oklahoma State University, aan welke laatste hij in 1980 ook promoveerde. Later was hij dertig jaar lang als hoogleraar verbonden aan de Shippensburg University of Pennsylvania. Hij publiceerde over persoonlijkheidstheorieën en over de geschiedenis van de psychologie.
Naast zijn werk als psycholoog verwierf Boeree bekendheid als auteur van de kunsttaal Lingua Franca Nova, die voor het eerst op het internet verscheen in 1998, en als medeauteur van een woordenboek in deze taal.
Hij overleed op 5 januari 2021 aan alvleesklierkanker.